# Weißbach (Bade-Wurtemberg)
Pour les articles homonymes, voir Weißbach.
Weißbach est une commune de Bade-Wurtemberg (Allemagne), située dans l'arrondissement de Hohenlohe, dans la région de Heilbronn-Franconie, dans le district de Stuttgart.